# 多爾馬根
多尔马根（德語：Dormagen，發音：[ˈdɔʁmaːɡn̩] ⓘ）是德国北莱茵-威斯特法伦州杜塞尔多夫行政区诺伊斯莱茵县的城市，面积85.5平方千米，2023年12月31日人口为65,170人。

## 歷史
多爾馬根建城於公元50年。曾名「Durnomagus」，這個詞可能源於凱爾特語，意思是「礫石場」或「鵝卵石場」。

## 地理
多爾馬根處在杜塞爾多夫-科隆-门兴格拉德巴赫之間，位於萊茵河的西岸。全市下分為16個區。

## 經濟
當地主要的工業和雇傭都來自於拜耳公司的化學工廠。